# Max Häusserer
Max Ludwig Häusserer, auch Häußerer, (* 2. November 1890 in Stuttgart; † 16. November 1956 in Wiesbaden-Biebrich) war ein deutscher Polizeibeamter und SS-Führer.

## Leben und Tätigkeit
Als junger Mann trat Häusserer 1907 als städtischer Verwaltungsbeamter in den Staatsdienst ein. 1912 wechselte er in den Dienst der Schutzpolizei. Unterbrochen von der Teilnahme am Ersten Weltkrieg wurde er von 1912 bis 1934 in Mainz eingesetzt. 1933 erreichte er den Rang eines Hauptmanns der Schutzpolizei.
1934 trat Häusserer ins Geheime Staatspolizeiamt ein, in dem er die Stelle des Stellvertreters von Josef Meisinger als Leiter der Dienststelle II 1 H („Partei-, SA-, SS-, HJ- und BDM-Angelegenheiten“) übernahm. Zusätzlich war er Leiter des zu der Dienststelle gehörenden Dezernats II 1 H 2 („SS- und SA-Angelegenheiten“) und stellvertretender Leiter des Dezernats II 1 H 1 („Partei-, HJ- und BDM-Angelegenheiten“). 1935 wurde die Kompetenz seines Dezernats außerdem um die Bearbeitung von NSKK-Angelegenheiten erweitert.
Im Vorfeld der Blomberg-Fritsch-Affäre vom Frühjahr 1938 spielte Häusserer eine wichtige Rolle. Im Verlauf dieser Affäre gelang es Adolf Hitler, den Reichswehrminister Werner von Blomberg und den Chef der Heeresleitung Werner von Fritsch durch Intrigen aus ihren Ämtern zu entfernen, um dann ihre Machtbefugnisse auf die eigene Person zu übertragen, womit er selbst de facto die alleinige Verfügungsgewalt über die Armee in seine Hände brachte. Häusserer organisierte dazu die politische „Munition“, mit deren Hilfe Fritsch diskreditiert und dann aus seinem Amt gedrängt wurde: Bereits 1936 hatte er den Kleinkriminellen Schmidt, der wegen homosexueller Aktivitäten in einem Konzentrationslager festgehalten wurde, als gepressten Belastungszeugen für den Fall eines Vorgehens gegen Fritsch gewonnen. Er gab Schmidt zu verstehen, er solle aus einer Sammlung von Photos hoher Offiziere Fritsch als denjenigen identifizieren, mit dem er einige Jahre zuvor homosexuelle Kontakte unterhalten hatte, obwohl dies tatsächlich ein anderer Mann gewesen war. Die von Häusserer und seinem Vorgesetzten Meisinger Schmidt unter dem Versprechen einer Haftentlassung abgetrotzte Aussage von Schmidt wurde 1938 schließlich als Belastungsmaterial benutzt, um Fritsch zum Rücktritt aus seinem Amt zu zwingen.
Zum 1. Mai 1933 trat Häusserer in die NSDAP ein (Mitgliedsnummer 2.019.175). Die Aufnahme in die SS folgte 1937 (SS-Nummer 290.011). In der SS wurde er nacheinander zum SS-Sturmführer, SS-Hauptsturmführer und schließlich mit Wirkung zum 1. September 1942 zum SS-Sturmbannführer befördert. Im Staatsdienst wurde er derweil im Dezember 1944 zum Oberregierungsrat befördert.
In späteren Jahren leitete Häusserer zeitweise die Gestapo-Stelle Wien. Während des Zweiten Weltkriegs war er als Nachfolger von Ernst Rassow von Januar 1942 bis Juli 1944 als Heeresfeldpolizeichef (Oberst) für die Koordination von Aktionen der Geheimen Feldpolizei an der Ostfront zuständig, die in dieser Zeit als Sondereinheit von Polizei und Wehrmacht („Gestapo der Wehrmacht“) für zahlreiche Kriegsverbrechen, insbesondere für Massenerschießungen zuständig war.